# Chiddes (Saona i Loira)
Chiddes és un municipi francès, situat al departament de Saona i Loira i a la regió de Borgonya - Franc Comtat. L'any 2007 tenia 67 habitants.

## Demografia

### Població
El 2007 la població de fet de Chiddes era de 67 persones. Hi havia 32 famílies, de les quals 18 eren unipersonals (11 homes vivint sols i 7 dones vivint soles), 7 parelles sense fills i 7 parelles amb fills.
La població ha evolucionat segons el següent gràfic:
Habitants censats

### Habitatges
El 2007 hi havia 65 habitatges, 34 eren l'habitatge principal de la família, 27 eren segones residències i 5 estaven desocupats. 65 eren cases i 1 era un apartament. Dels 34 habitatges principals, 28 estaven ocupats pels seus propietaris, 2 estaven llogats i ocupats pels llogaters i 4 estaven cedits a títol gratuït; 2 tenien dues cambres, 9 en tenien tres, 4 en tenien quatre i 19 en tenien cinc o més. 28 habitatges disposaven pel capbaix d'una plaça de pàrquing. A 19 habitatges hi havia un automòbil i a 13 n'hi havia dos o més.

### Piràmide de població
La piràmide de població per edats i sexe el 2009 era:
| Homes | Edats   | Dones |
| ----- | ------- | ----- |
| 0     | 95 o +  | 0     |
| 0     | 90 a 94 | 0     |
| 0     | 85 a 89 | 4     |
| 4     | 80 a 84 | 4     |
| 4     | 75 a 79 | 0     |
| 0     | 70 a 74 | 4     |
| 4     | 65 a 69 | 0     |
| 0     | 60 a 64 | 0     |
| 0     | 55 a 59 | 0     |
| 8     | 50 a 54 | 4     |
| 0     | 45 a 49 | 4     |
| 4     | 40 a 44 | 0     |
| 0     | 35 a 39 | 0     |
| 4     | 30 a 34 | 4     |
| 0     | 25 a 29 | 0     |
| 4     | 20 a 24 | 4     |
| 0     | 15 a 19 | 0     |
| 0     | 10 a 14 | 0     |
| 0     | 5 a 9   | 4     |
| 0     | 0 a 4   | 4     |

## Economia
El 2007 la població en edat de treballar era de 34 persones, 27 eren actives i 7 eren inactives. De les 27 persones actives 26 estaven ocupades (14 homes i 12 dones) i 1 aturada (1 home). De les 7 persones inactives 4 estaven jubilades, 1 estava estudiant i 2 estaven classificades com a «altres inactius».
Activitats econòmiques
Dels 6 establiments que hi havia el 2007, 1 era d'una empresa de construcció, 4 d'empreses d'hostatgeria i restauració i 1 d'una empresa de serveis.
L'únic servei als particulars que hi havia el 2009 era una fusteria.
L'any 2000 a Chiddes hi havia 11 explotacions agrícoles que ocupaven un total de 637 hectàrees.

## Poblacions més properes
El següent diagrama mostra les poblacions més properes.